# Сповзання порід
Сповзання порід (рос. сползание пород, англ. slip down of rocks, creeping of rocks; нім. Abrutschen n der Gesteine) – у гірничій справі - зсування бокових порід по площинах напластування при розробці крутих і похилих пластів. 
Сповзання порід відбувається при слабких бокових породах, які не мають тривкого зчеплення між окремими шарами. Основними заходами боротьби зі С.п. є: попереднє дренування, зменшення площ оголення, затягування сповзаючих порід покрівлі і підошви, збільшення щільності кріплення або управління покрівлею повним закладенням виробленого простору. 